# Rajindra Campbell
Rajindra Campbell (* 26. Februar 1996 in Ocho Rios) ist ein jamaikanischer Leichtathlet, der sich auf das Kugelstoßen spezialisiert hat und aktuell Inhaber des Landesrekordes in dieser Disziplin ist. 2024 gewann er in Paris die Bronzemedaille bei den Olympischen Spielen.

## Sportliche Laufbahn
Erste internationale Erfahrungen sammelte Rajindra Campbell im Jahr 2015, als er bei den Panamerikanischen Juniorenmeisterschaften in Edmonton mit einer Weite von 52,80 m den fünften Platz im Diskuswurf belegte. Im selben Jahr zog er in die Vereinigten Staaten und besuchte dort das Cloud County Community College, ehe er 2018 an die Missouri Southern State University wechselte und dort sein Studium 2021 abschloss. 2022 siegte er mit 22,22 m beim Meeting Madrid und verbesserte damit den jamaikanischen Landesrekord von O’Dayne Richards aus dem Jahr 2017 um mehr als 20 Zentimeter. Damit qualifizierte er sich für die Weltmeisterschaften in Budapest, bei denen er im Finale keinen gültigen Versuch zustande brachte. Im November belegte er bei den Panamerikanischen Spielen in Santiago de Chile mit 19,27 m den achten Platz. 2024 blieb er bei den Hallenweltmeisterschaften in Glasgow ohne einen gültigen Versuch. Im August gewann er bei den Olympischen Sommerspielen in Paris mit 22,15 m im Finale die Bronzemedaille hinter den US-Amerikanern Ryan Crouser und Joe Kovacs. Anschließend siegte er mit 21,64 m beim Thumer Werfertag und wurde beim Memorial Van Damme mit 21,95 m Dritter. 
2025 gelangte er bei den Hallenweltmeisterschaften in Nanjing mit einer Weite von 20,45 m auf den neunten Platz.
In den Jahren 2023 und 2024 wurde Campbell jamaikanischer Meister im Kugelstoßen.

## Persönliche Bestleistungen
- Kugelstoßen: 22,31 m, 7. September 2024 in Zagreb (jamaikanischer Rekord)
- Diskuswurf: 58,73 m, 3. April 2021 in Bolivar